# Badener Hof (Heilbronn)

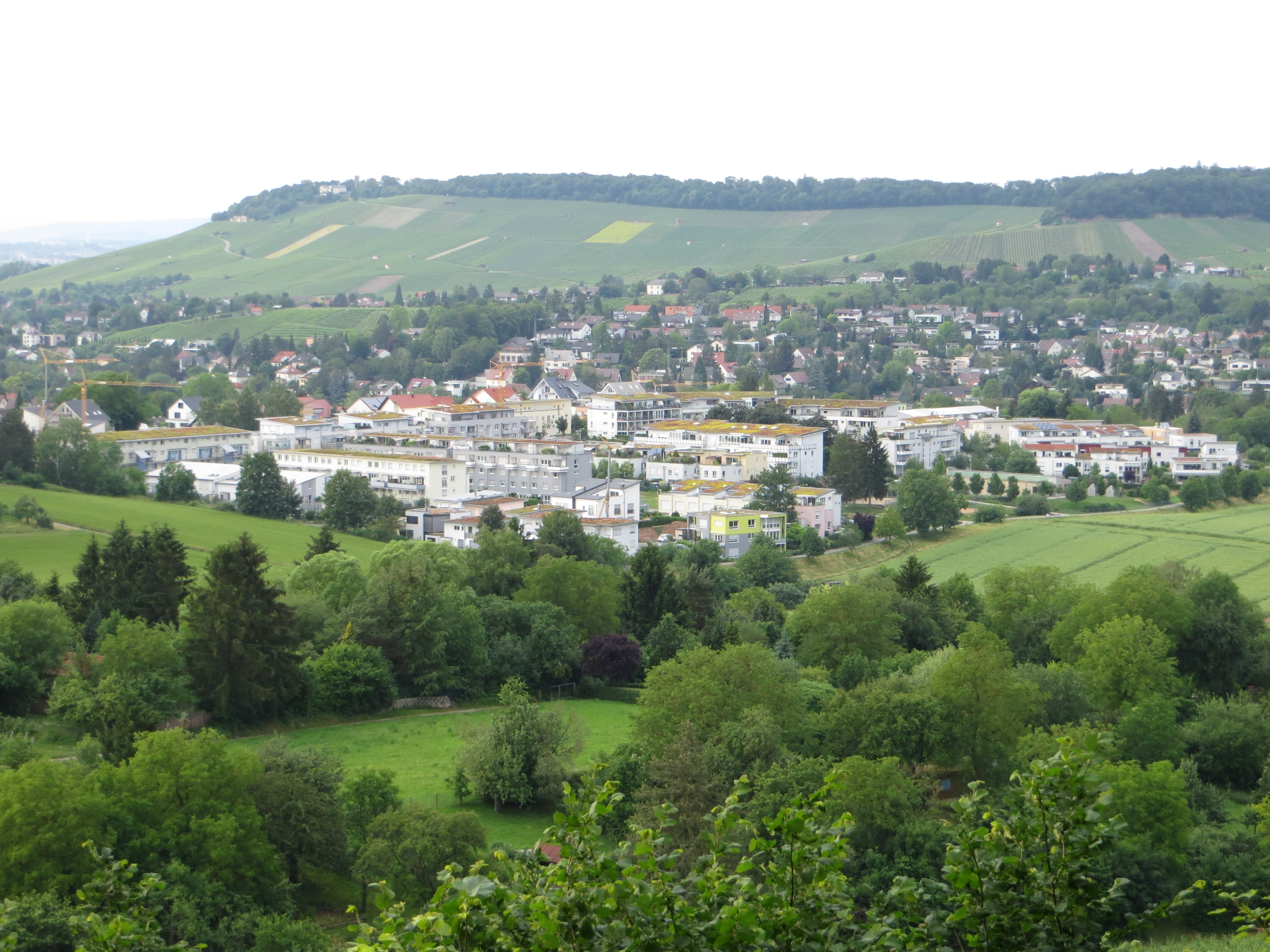
Das Wohngebiet Badener Hof vom nahen Burgmal aus gesehen (2013)

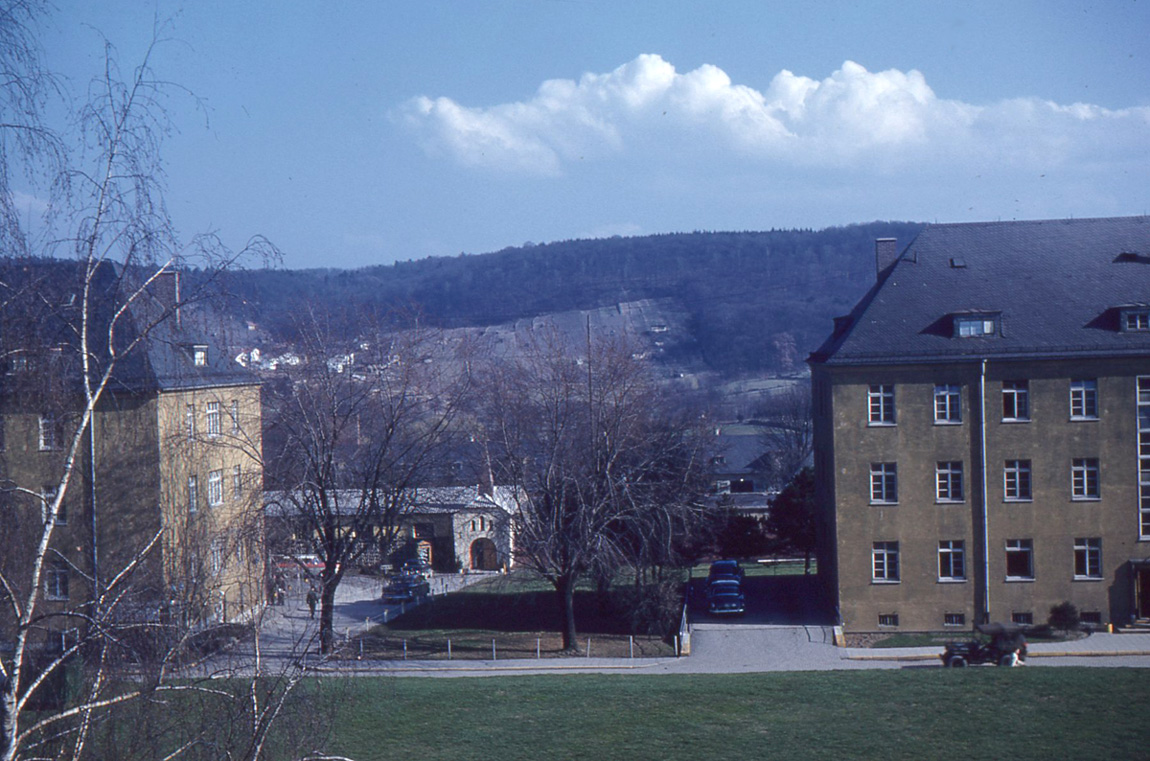
Die Badener-Hof-Kaserne 1960. Zwischen den beiden großen Gebäuden ist die einstöckige Chapel of the Three Stones zu sehen.

Das Wohngebiet Badener Hof in Heilbronn (Baden-Württemberg) entstand auf dem Gelände der Badener-Hof-Kaserne (früher Ludendorff-Kaserne). Im Jahr 2000 erhielt der Badener Hof als eine von bundesweit sechs Kommunen das LBS-Wappen Wohnen auf Brachen. Der erste Preis dieses Wettbewerbs, der für vorbildliche und innovative Leistungen bei der Brachflächenaufbereitung in Ballungsräumen vergeben wird, wurde Heilbronn und dem Badener Hof auch wegen seines ökologischen Planungskonzepts zugesprochen. So bietet das Neubaugebiet mit dem angrenzenden Köpfertal und den umgebenden Naturschutzgebieten Naherholungs- und Freizeitmöglichkeiten in unmittelbarer Nähe.

## Geschichte
Die Ludendorffkaserne wurde 1935 als Kaserne für Schwere Artillerie der deutschen Wehrmacht neu gebaut.
Nach dem Zweiten Weltkrieg wurde die Kaserne bis zum 15. Juni 1950 als sogenanntes „DP-Lager“ genutzt. Diese Lager wurden in Heilbronn von der United Nations Relief and Rehabilitation Administration (UNRRA), die ab dem 1. Juli 1947 durch die Internationale Flüchtlingsorganisation (IRO) abgelöst wurde, eingerichtet, nachdem es in der Stadt zu Problemen zwischen der deutschen Bevölkerung und den sog. „Displaced Persons“, also Menschen, die entweder schon während des Krieges oder aber durch den Krieg nach Deutschland gekommen waren, gekommen war. Die Ludendorffkaserne war eines von drei dieser DP-Lager in Heilbronn. Am 7. Dezember 1946 lebten in der Kaserne laut einer UNRRA-Statistik 1166 Menschen; 1949 waren dort noch 1069 Menschen untergebracht, unter anderem ehemalige polnische Zwangsarbeiter.
1948 erfolgte die Umbenennung der Ludendorffkaserne in „Badener Hof-Kaserne“. Sie wurde ab 1952 von amerikanischen Truppen belegt, die 1992 wieder abgezogen wurden. Nachdem die Stadt Heilbronn das Gelände 1994 dem Bund abgekauft hatte, wurden die Kasernengebäude abgerissen und der Bebauungsplan für ein Neubaugebiet auf dem Areal erstellt. Dieser Bebauungsplan trat im März 1998 in Kraft.
2004 eröffnete ein zweigruppiger Kindergarten im Wohngebiet. Ab 2012 begannen Planungen, das Wohngebiet um zwei 5-geschossige Gebäude mit insgesamt 36 Wohnungen zu erweitern.